# Minister za obrambo Republike Slovenije
Minister za obrambo Republike Slovenije je politični vodja Ministrstva za obrambo Republike Slovenije, ki ga predlaga predsednik Vlade Republike Slovenije in imenuje Državni zbor Republike Slovenije ter je po Zakonu o Vladi Republike Slovenije član Vlade Republike Slovenije.
Trenutni minister je Borut Sajovic.

## Delovna področja
Delovna področja za katera je odgovoren minister za obrambo so:
- obrambni načrt države,
- razvoj in organiziranje Slovenske vojske,
- priprava civilne obrambe, upravne zveze in kriptografska zaščita v obrambnem sistemu,
- vojaško šolstvo in
- organizacija sistema varstva pred naravnimi in drugimi nesrečami ter pravice in dolžnosti državljanov na obrambnem področju ter v zaščiti in reševanju.

## Seznam
Seznam oseb, ki so opravljale funkcijo ministra za obrambo.

### Republiški sekretar za ljudsko obrambo Republike Slovenije
1. vlada Republike Slovenije
- Janez Janša (16. maj 1990 – 14. maj 1992)[4]

### Minister za obrambo Republike Slovenije
2. vlada Republike Slovenije
- Janez Janša (14. maj 1992 – 25. januar 1993)[4]

3. vlada Republike Slovenije
- Janez Janša (25. januar 1993 – razrešen 29. marca 1994)[4]
- Jelko Kacin (29. marec 1994 – 27. februar 1997)[4]

4. vlada Republike Slovenije
- Tit Turnšek (27. februar 1997 – 13. marec 1998)[4]
- Alojz Krapež (13. marec 1998 – 24. november 1998)[4]
- Franci Demšar (4. februar 1999 – 7. junij 2000)[4]

5. vlada Republike Slovenije
- Janez Janša (7. junij 2000 – 30. november 2000)[4]

6. vlada Republike Slovenije
- Anton Grizold (30. november 2000 – 19. december 2002)[4]

7. vlada Republike Slovenije
- Anton Grizold (19. december 2002 – 3. december 2004)[4]

8. vlada Republike Slovenije
- Karl Erjavec (imenovan 3. decembra 2004[5] – razrešen 7. novembra 2008[6])

9. vlada Republike Slovenije
- Ljubica Jelušič (imenovana 21. novembra 2008[7] – razrešena 20. septembra 2011[8])

10. vlada Republike Slovenije
- Aleš Hojs (imenovan 10. februarja 2012[9] – razrešen 27. februarja 2013[10])

11. vlada Republike Slovenije
- Roman Jakič (imenovan 20. marca 2013[11] – razrešen 18. septembra 2014)

12. vlada Republike Slovenije
- Janko Veber (imenovan 18. septembra 2014 – 9. april 2015)
- Andreja Katič (imenovana 13. maja 2015 – 13. september 2018)

13. vlada Republike Slovenije
- Karl Erjavec (imenovan 13. septembra 2018 – 13. marec 2020)

14. vlada Republike Slovenije
- Matej Tonin (13. marec 2020 – 1. junij 2022)

15. vlada Republike Slovenije
- Marjan Šarec (1. junij 2022 – 16. julij 2024)
- Robert Golob (16. julij 2024 – 7. oktober 2024; začasno pooblaščen)
- Borut Sajovic (7. oktober 2024 – danes)